# پنسکس
پنسکس (به انگلیسی: Pensax) یک روستا و محله مدنی در بریتانیا است که در Malvern Hills واقع شده‌است. پنسکس ۳۱۷ نفر جمعیت دارد.